# Кочкарь (Брянская область)
Кочкарь — поселок в Погарском районе Брянской области в составе Кистерского сельского поселения.

## География
Находится в южной части Брянской области на расстоянии приблизительно 20 км на юг-юго-запад по прямой от районного центра города Погар.

## История
Упоминался с середины XIX века как хутор. В середине XX века работали колхозы «Красный Кочкарь» и «Красный труженик». На карте 1941 года отмечен как Кочкаров с 44 дворами.

## Население
Численность населения: 180 человек (1926 год), 19 (русские 100 %) в 2002 году, 0 в 2010.